# Aciphylla scott-thomsonii
Aciphylla scott-thomsonii är en flockblommig växtart som beskrevs av Leonard C. Cockayne och Harry Howard Barton Allan. Aciphylla scott-thomsonii ingår i släktet Aciphylla och familjen flockblommiga växter. Inga underarter finns listade i Catalogue of Life.